# Plakkaat van Verlatinghe

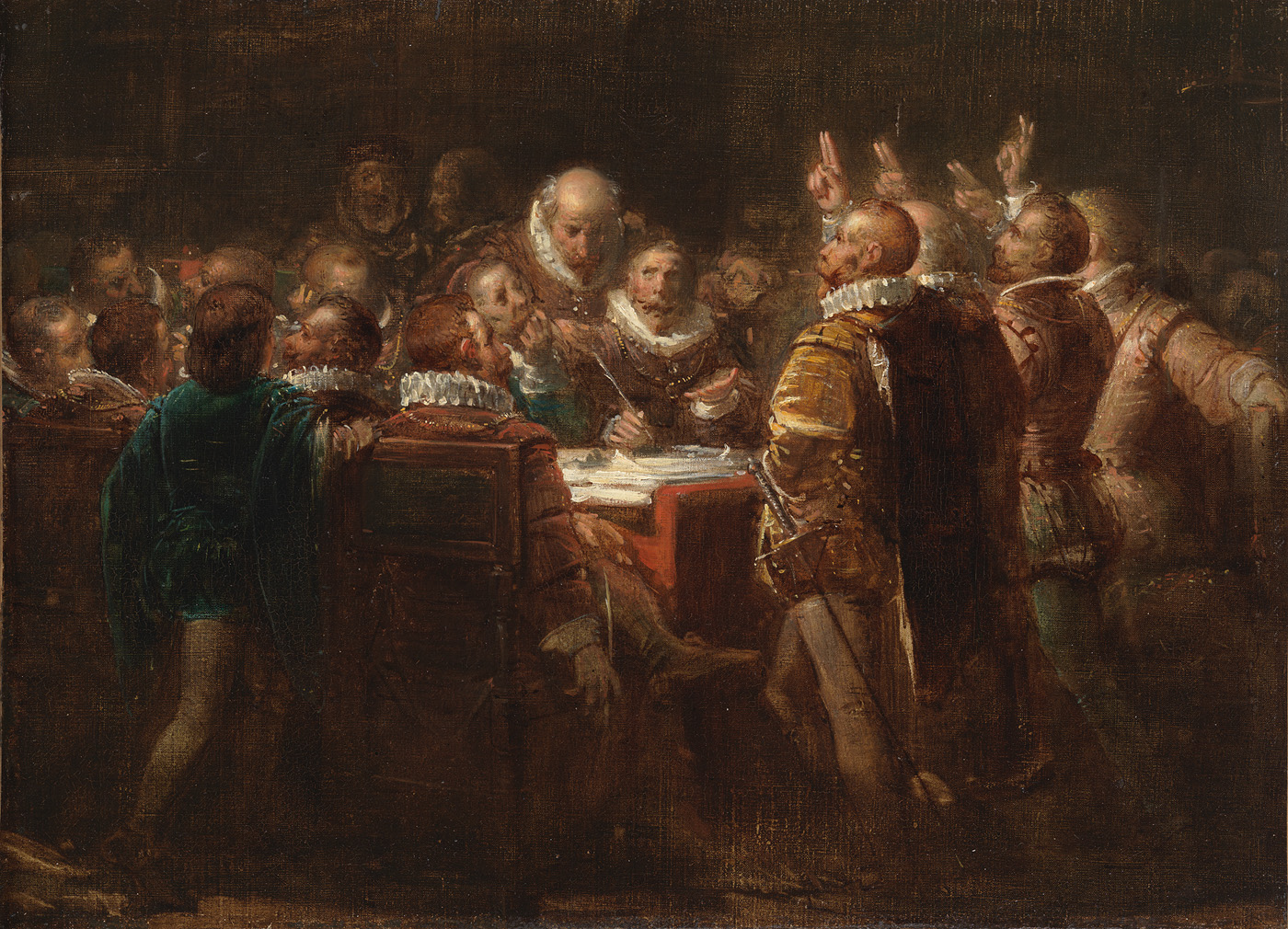
Ondertekening van het plakkaat, schilderij van Johannes Hinderikus Egenberger

Het Plakkaat van Verlatinghe (ook wel Acte van Verlatinghe) is een plakkaat ondertekend op 26 juli 1581 door de Staten-Generaal van de Verenigde Nederlanden, waarin 17 provinciën van de Habsburgse Nederlanden Filips II afzetten als hun heerser. Als reden werd gegeven dat de vorst zijn plichten tegenover zijn onderdanen niet nakwam om met recht en rede te regeren en hen te beschermen, maar hen oude rechten afnam en hen als slaven probeerde te onderdrukken. Men vond dat hij dan geen vorst meer was, maar een tiran, wat onderdanen het recht gaf hem af te zweren.
Het kan worden gezien als de onafhankelijkheidsverklaring van de Nederlanden. Deze daad volgde op de Unie van Utrecht in 1579.
Het besluit werd genomen in de vorm van een resolutie op 22 juli 1581 tijdens een gewone vergadering van de Staten-Generaal van de Nederlanden in 's-Gravenhage. De resolutie luidde: Is huyden resolutie genomen op de verlaetinge vande Conink van Spaengnien, cassatie van zijnen zegel ende cachet, het gebruyck vande zegel vande Generaliteyt, waervan den audiencier es belast een ordonnantie by vorme van placcate te maecken.
De resolutie werd van overwegingen voorzien door de griffier van de Staten-Generaal, de ervaren jurist Jan van Asseliers. De tekst werd vastgesteld in Den Haag op 26 juli 1581 en volgens overlevering beklonken met een Duc d'Alfs Uitluiding. Het plakkaat werd gedrukt bij de staatsdrukker Charles Silvius in Leiden en zoals gebruikelijk bij wetgeving direct verspreid.

## Inhoud
De tekst is gebaseerd op keuren van de verschillende vorstendommen, waarin de vrijheden van de steden en vorstendommen waren opgesomd, zoals het Keure van Kortenberg (1312) en de Blijde Inkomst (1356). De tekst is mede gebaseerd op een traktaat van Theodorus Beza uit 1574, Du droit des Magistrats sur leurs sujets, geschreven naar aanleiding van de Bartholomeusnacht (augustus 1572), waarin Beza het verzet rechtvaardigt van de hugenoten tegen de tirannie van hun koning.
De Staten verklaarden dat hun vorst, Filips II, deze vrijheden en rechten had geschonden en verklaarden hem vervallen van de troon. Zijn troon werd verlaten verklaard. Het werd verboden zijn zegel en naam te gebruiken.

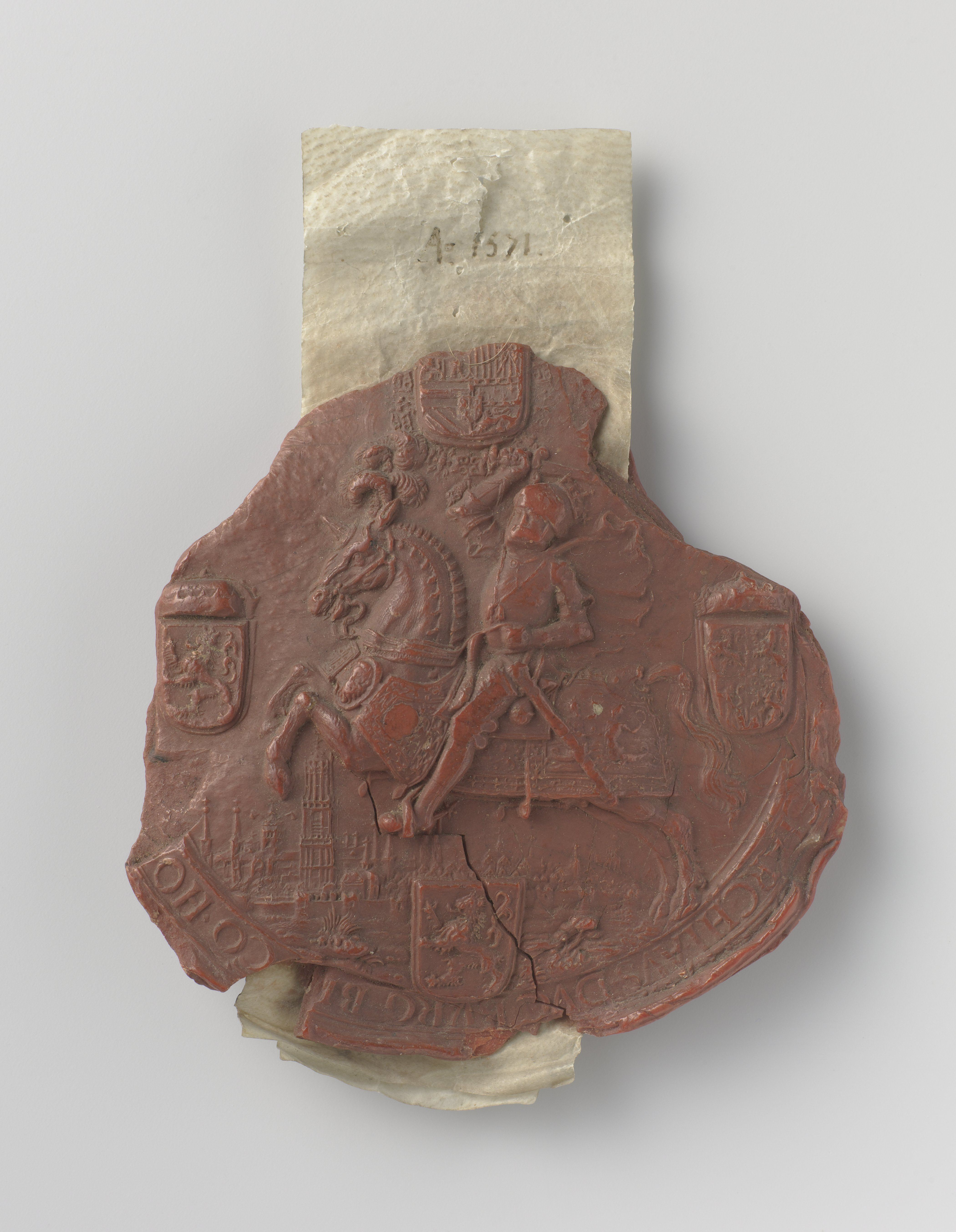
Lakzegel van Filips II dat met het plakkaat werd afgeschaft
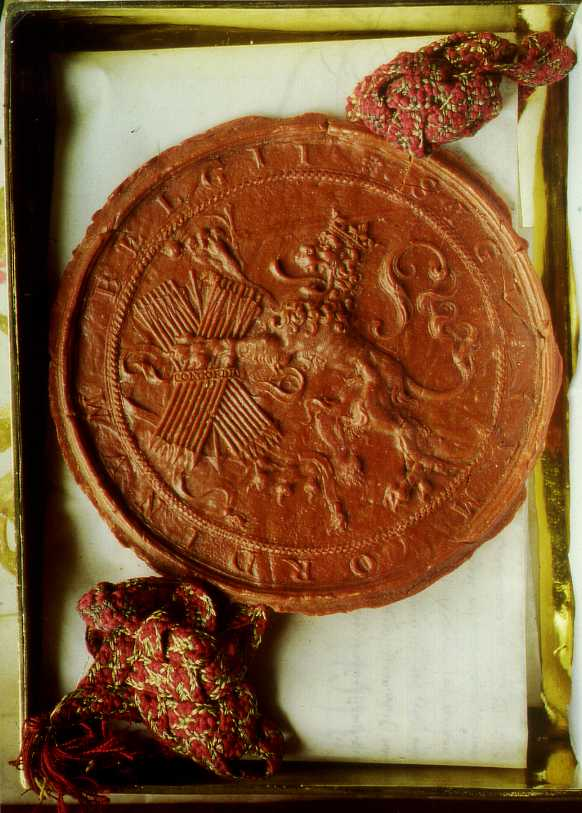
Zegel van de Staten-generaal

## Gebieden
De volgende van de Zeventien Provinciën schaarden zich achter het besluit:
- hertogdom Brabant
- hertogdom Gelre en graafschap Zutphen
- graafschap Vlaanderen
- graafschap Holland
- graafschap Zeeland
- heerlijkheid Friesland
- heerlijkheid Mechelen
- heerlijkheid Utrecht

Opmerkelijke afwezige is de heerlijkheid Overijssel. De Staten van Overijssel waren onder druk van orangistische troepen op 6 maart 1580 tijdens een Landdag in Kampen weliswaar toegetreden tot de Unie van Utrecht, maar bleven deze nadien nog lang afwijzen en in 1581 verwierpen zij het Plakkaat van Verlatinghe uitdrukkelijk. In de navolgende jaren tot de Vrede van Münster in 1648 zouden bovendien Vlaanderen en Brabant grotendeels, en Mechelen en het Overkwartier van Gelre helemaal worden heroverd door troepen van de Spaanse koning.

## Ontstaan republiek
Na de ondertekening gingen de Staten-Generaal op zoek naar een andere vorst. Asseliers werd in 1584 met La Moulière door de Staten-Generaal als gezant naar Frankrijk gezonden om koning Hendrik III de heerschappij van de lage landen aan te bieden. Deze poging was vergeefs.
Pogingen om de hertog van Anjou, Willem van Oranje die in 1584 vermoord werd, koningin Elizabeth I van Engeland of Robert Dudley, graaf van Leicester, op de troon te zetten mislukten eveneens. Uiteindelijk besloot men in 1587 door onder andere de Deductie van Vrancken om een republiek te worden en verder te gaan als de Republiek der Zeven Verenigde Nederlanden. In 1588 werd dit een feit.
Tijdens die periode werden de grootste delen van Vlaanderen en Brabant en een klein deel van Gelre heroverd door het Leger van Vlaanderen. Het gedeeltelijk opnieuw heroveren van deze gebieden op het koninklijke leger leidde tot het ontstaan van Staats-Vlaanderen, Staats-Brabant, Staats-Overmaas en Spaans Gelre.

## Onafhankelijkheidsverklaring
In de praktijk kwam het plakkaat neer op een onafhankelijkheidsverklaring; dit was de eerste keer in de Tachtigjarige Oorlog dat men expliciet tegen de koning in opstand kwam. Voorheen werd in het Wilhelmus, de Pacificatie van Gent en zelfs in de Unie van Utrecht zelf altijd gezegd dat men de koning trouw bleef en enkel de Spaanse soldaten bevocht.

## Historisch belang

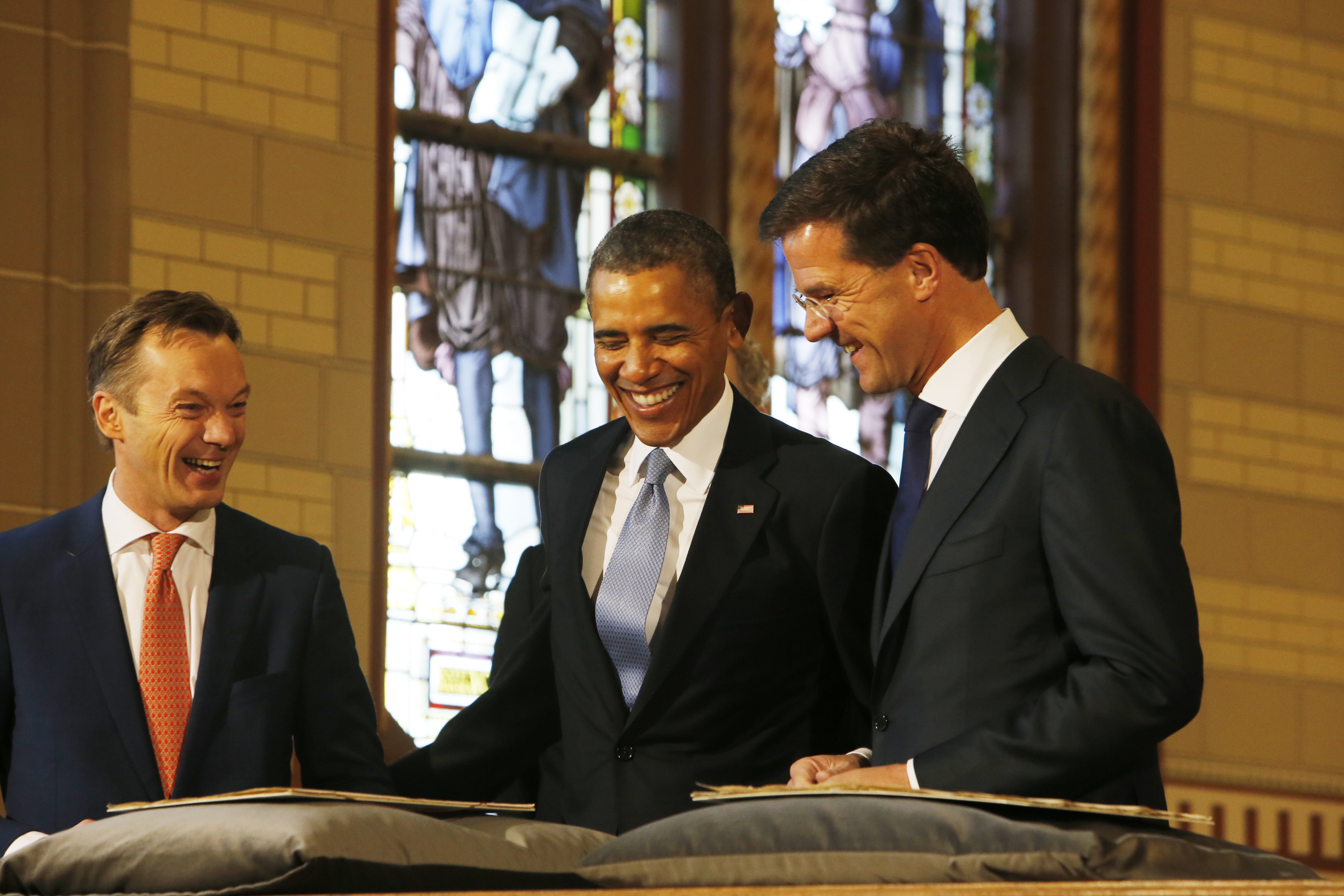
De Amerikaanse president Barack Obama en de Nederlandse minister-president Mark Rutte bekijken het manuscript in 2014 samen met Rijksmuseumdirecteur Wim Pijbes

Hoewel het Plakkaat van Verlatinghe geen onmiddellijke praktische gevolgen had, is het van groot belang. Hiermee verwierp men voor het eerst officieel het gezag van de koning met als argument dat een volk het recht van opstand heeft wanneer een koning zijn plichten jegens zijn volk niet nakomt en zich als een tiran gedraagt. Dit argument werd nadien ook gebruikt in onafhankelijkheidsverklaringen in andere landen.

### Amerikaanse Onafhankelijkheidsverklaring
De Amerikaanse Onafhankelijkheidsverklaring uit 1776 heeft tekstdelen overgenomen, zoals met name het principe dat de burgers het recht hebben om hun vorst te verlaten als die de wetten en traditionele vrijheden van de burgers niet respecteert. In dit licht is het belangrijk te beseffen dat New York gesticht is als Nieuw-Amsterdam en dat velen van de immigranten, zoals Adriaen van der Donck, afkomstig waren uit de Nederlandse Republiek. De Staten-Generaal verleenden in 1653 stadsrechten aan Nieuw-Amsterdam en verleende het burgerschap aan de bewoners, zo importeerde men stads- en burgerrechten uit Nederland en het begrip burger. De burghers van New York behielden hun uitgebreide rechten die ze onder de Nederlanders hadden gekregen bij de wisseling van de wacht.
De tekst inspireerde ook de ontwerpers van het Manifest van het Brabantse Volk tijdens de Brabantse Omwenteling in 1789.

## Manuscript
Het minuut, dat weinig verschilt met de uiteindelijk gedrukte versie, wordt bewaard in het Nationaal Archief in Den Haag. De pagina's zijn hierbij later voorzien van een stempel van het Algemeen Rijksarchief.
Het manuscript lag voor de Tweede Wereldoorlog tentoongesteld in de leeszaal van het Algemeen Rijksarchief in Den Haag. In 1952 werd het manuscript tentoongesteld in het gemeentemuseum Den Haag op de tentoonstelling 'De geschiedenis van de Staten-Generaal'.
Het manuscript kwam ter voorbereiding van de viering van 200 jaar Nederlands Koninkrijk en grondwet in de hernieuwde belangstelling van het Nationaal Archief. Het document werd vanaf 2005 tentoongesteld in de in dat jaar geopende tentoonstellingsruimte De Verdieping van Nederland van de Koninklijke Bibliotheek en het Nationaal Archief. In 2009 kondigde het archief aan een technisch sporenonderzoek te starten naar het document mede vanwege het belang voor latere onafhankelijkheidsverklaringen. Vanaf 2013 kreeg het een permanente plek in Het Geheugenpaleis, een permanente expositie in het publiekscentrum van het Nationaal Archief. Het manuscript werd voor het bezoek van president Obama aan Nederland in 2014 tijdelijk geëxposeerd in het Rijksmuseum Amsterdam.
In 2018 werd het document in het historische amusementsprogramma Het pronkstuk van Nederland van de Nederlandse publieke omroep verkozen tot Het pronkstuk van Nederland. De uitverkiezing was voor de Tweede Kamer aanleiding om het plakkaat een prominente plaats te geven. Sinds 6 februari 2018 wordt een facsimile van het plakkaat getoond in het gebouw van de Tweede Kamer.

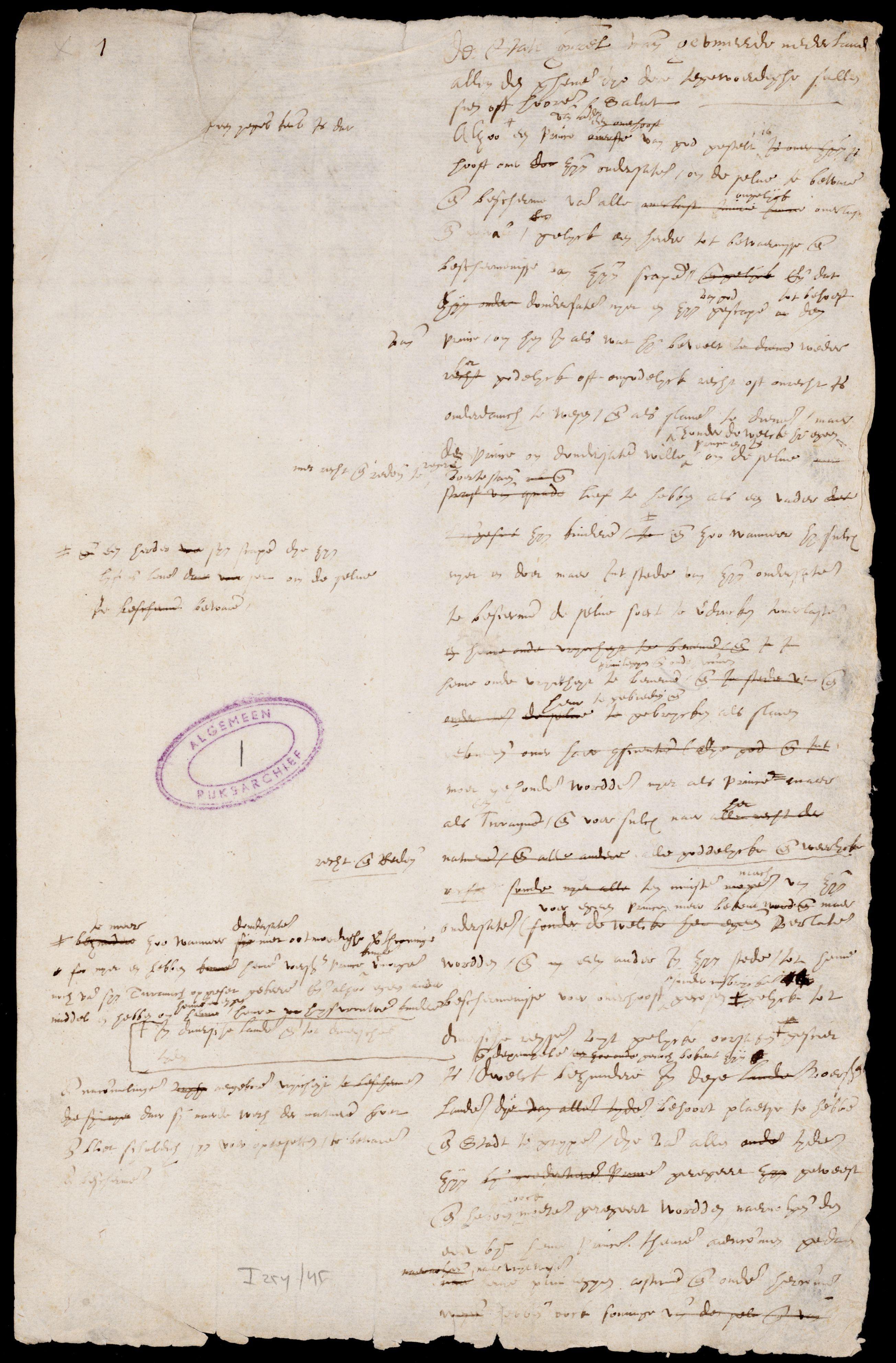
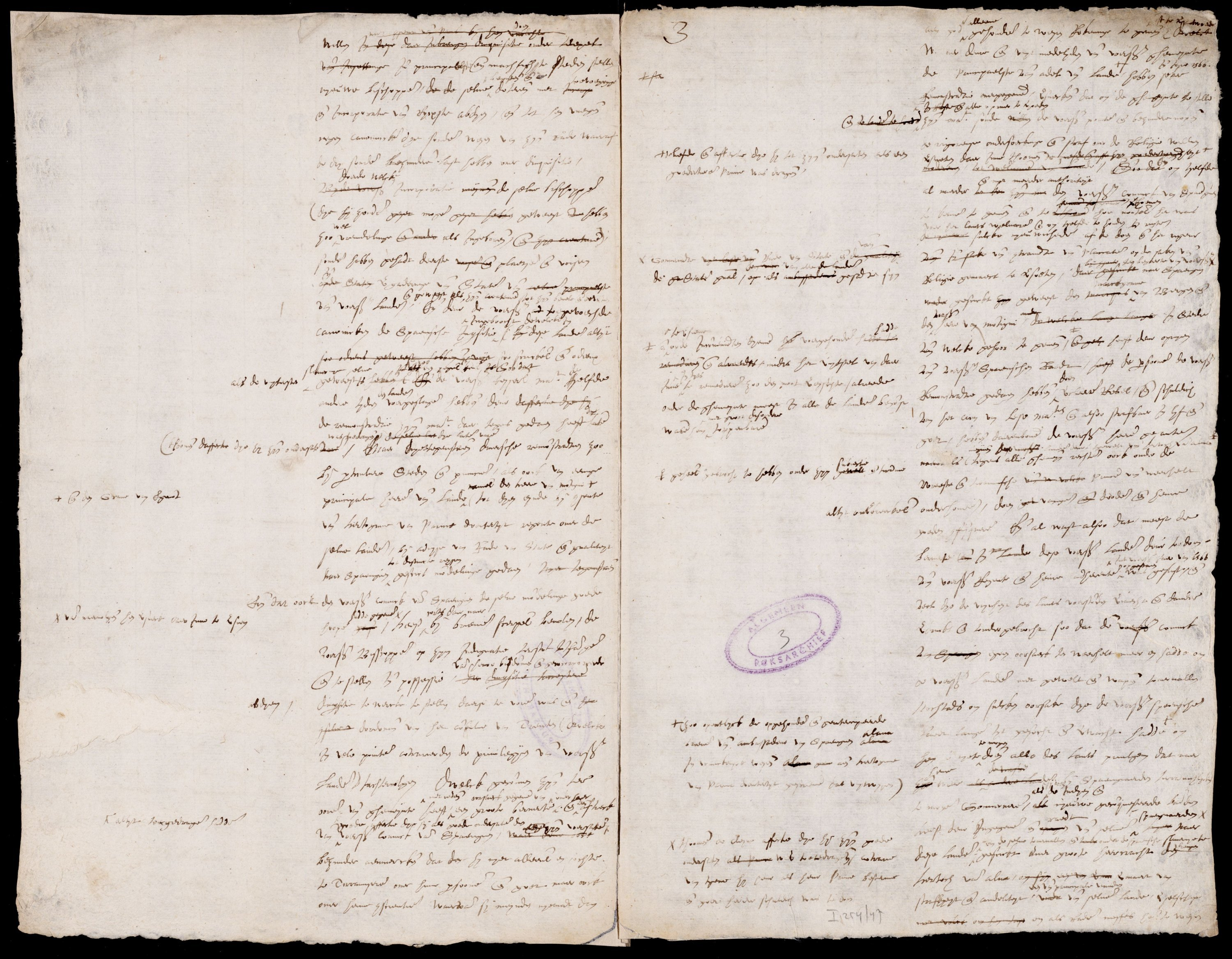
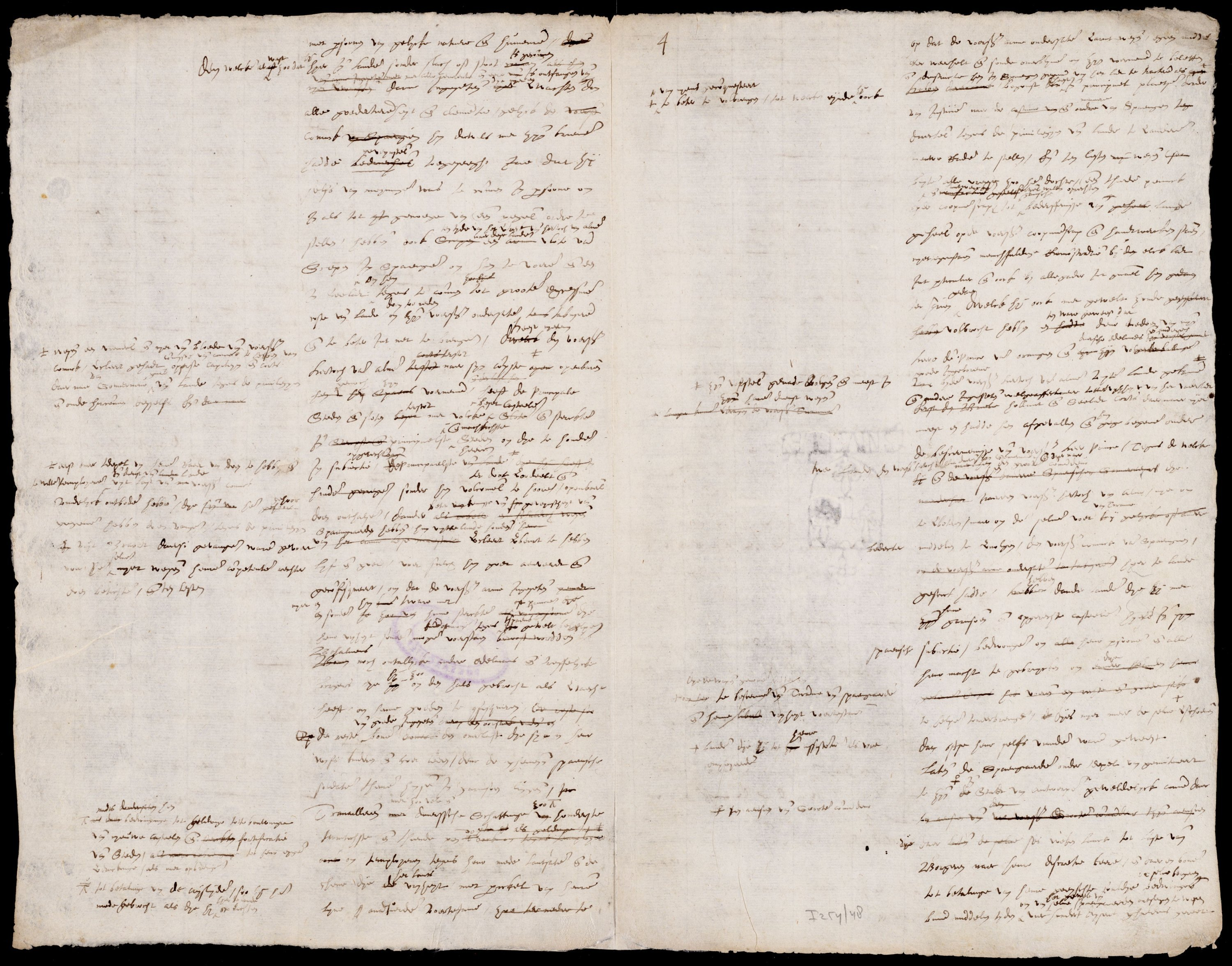
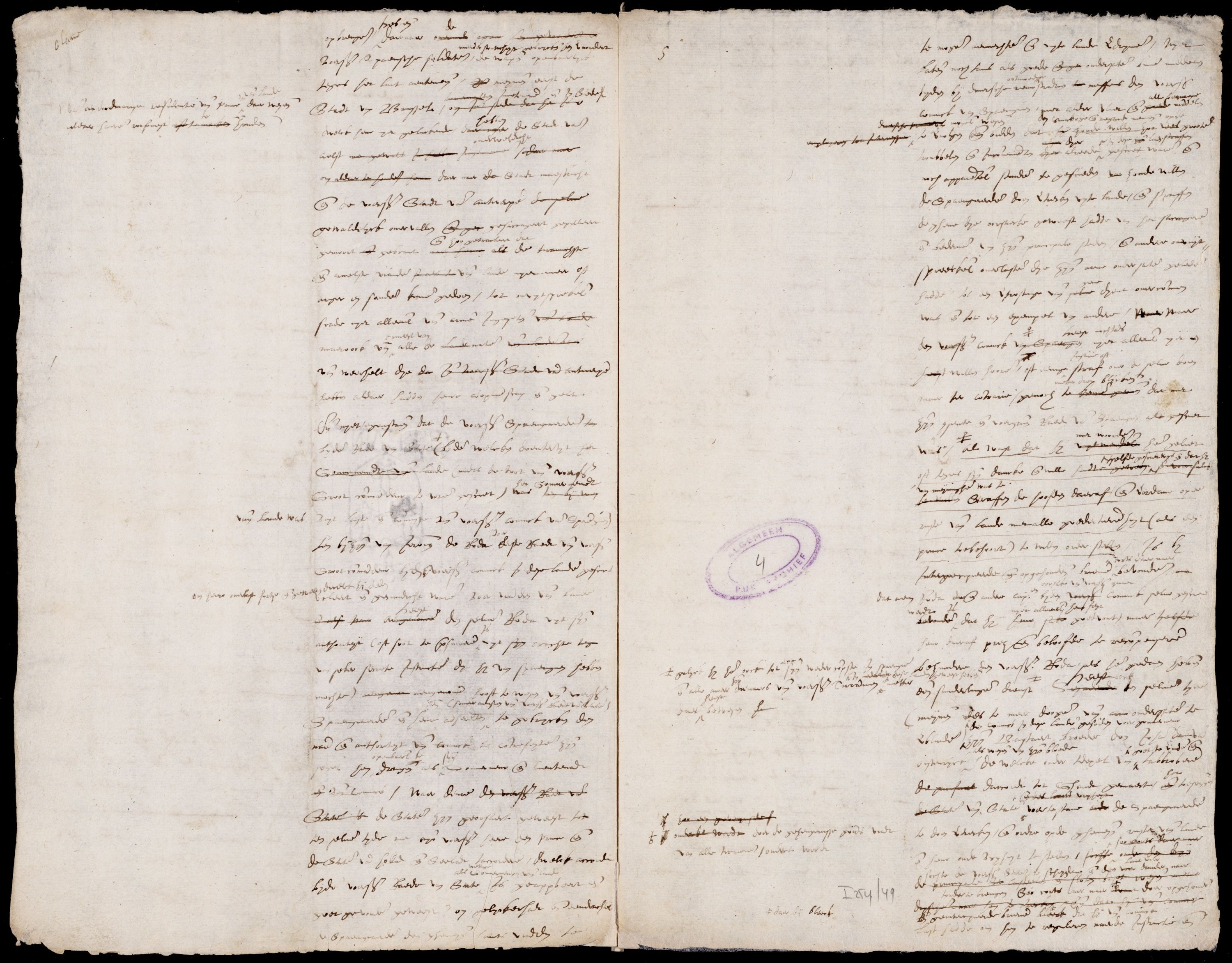
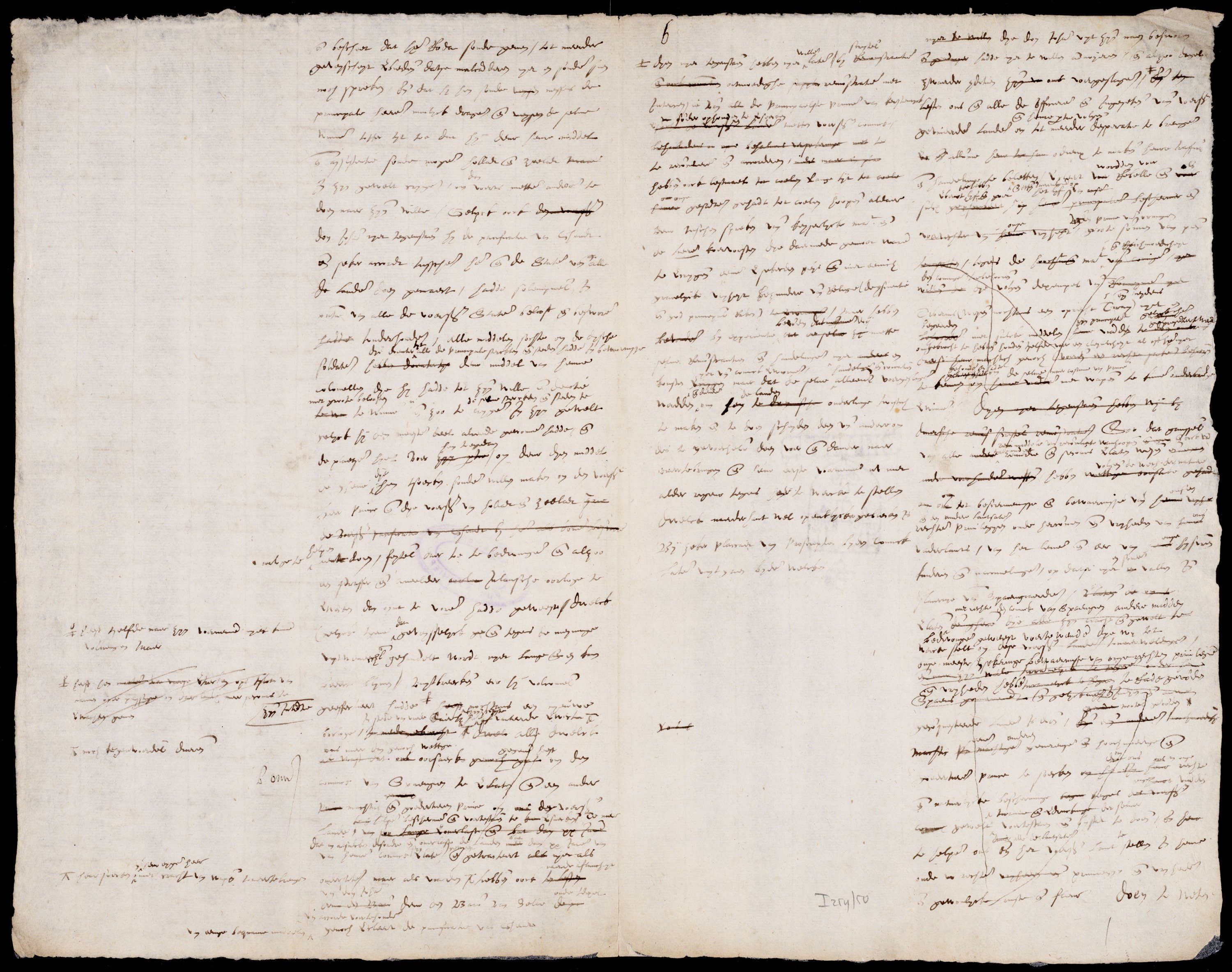
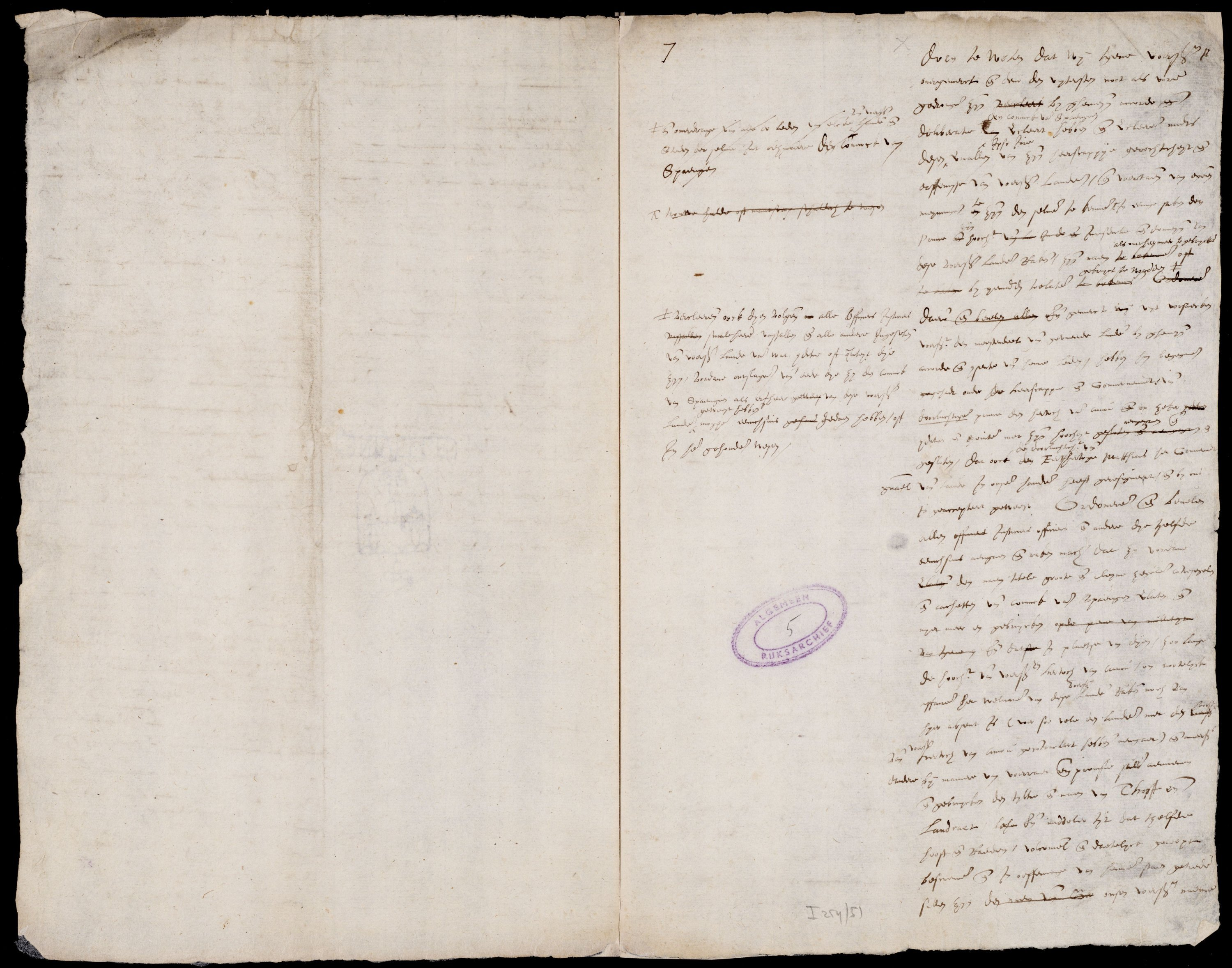
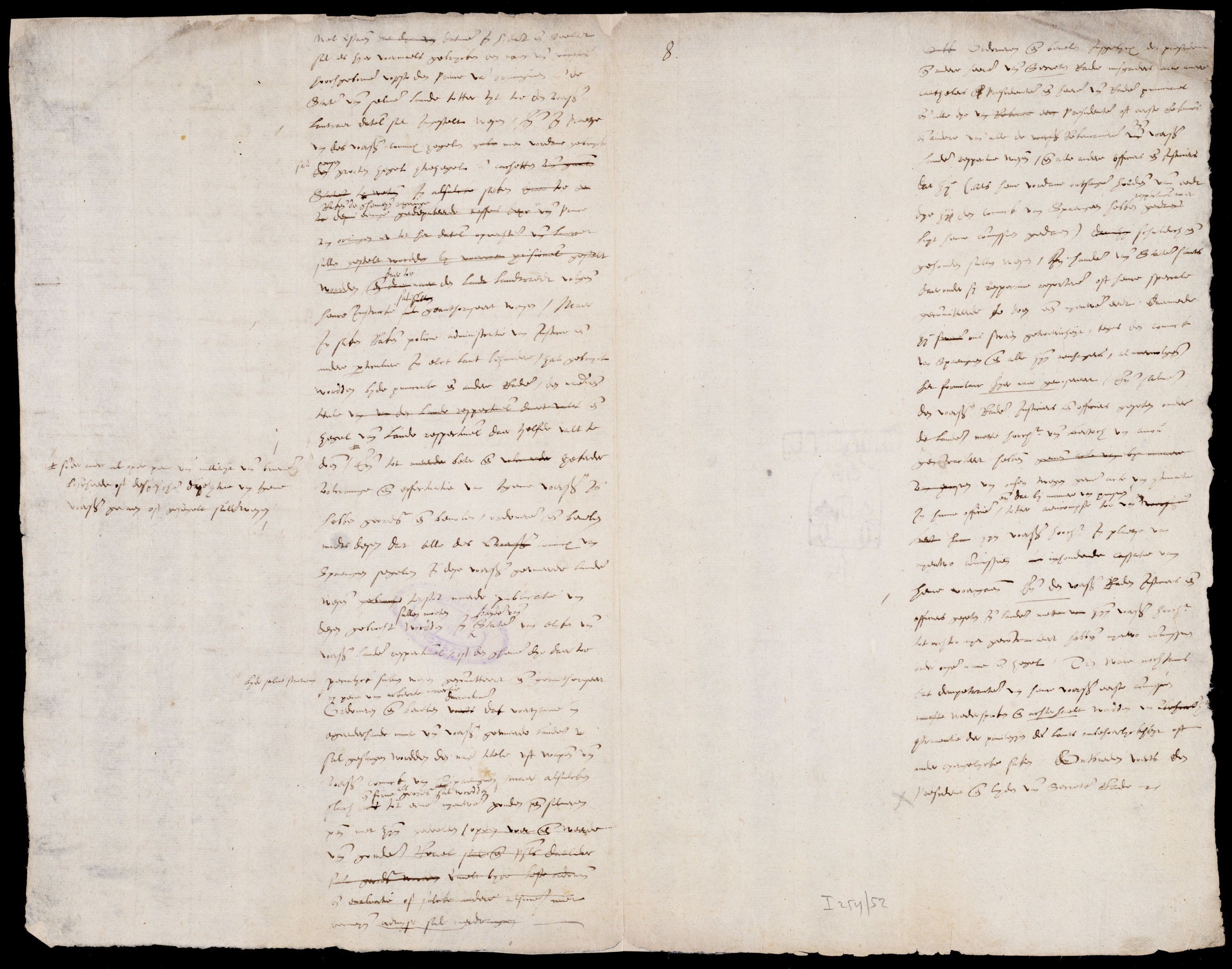
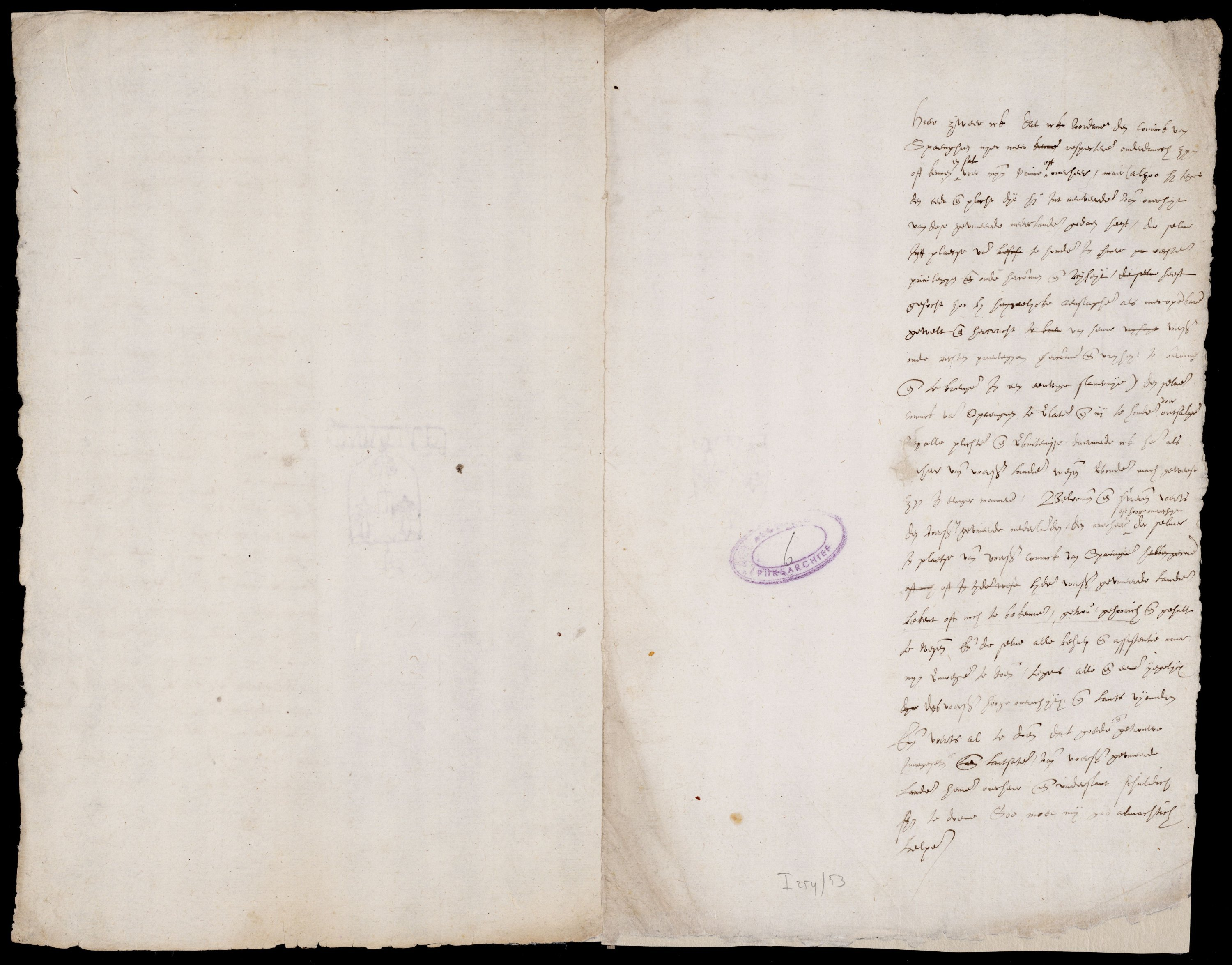
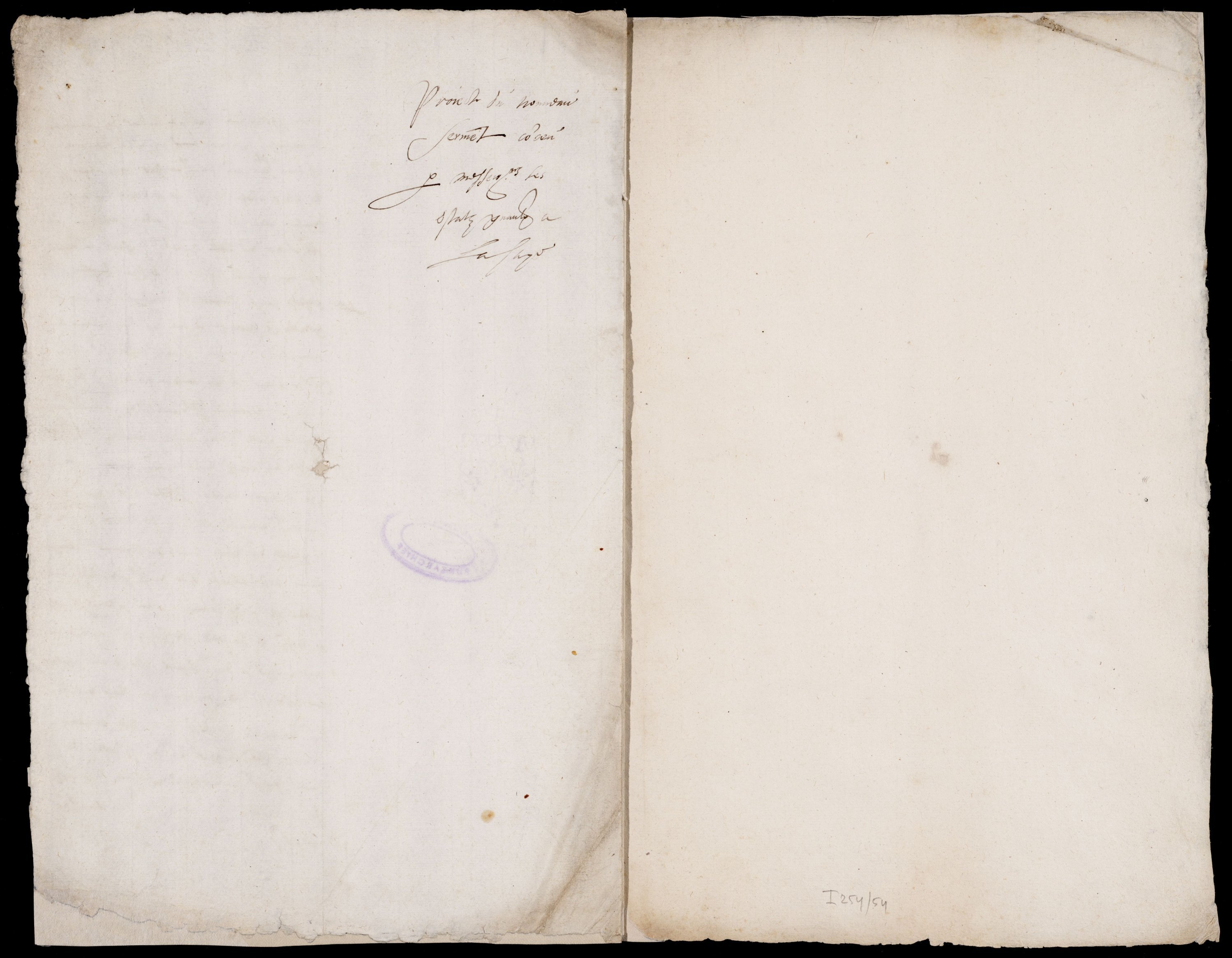
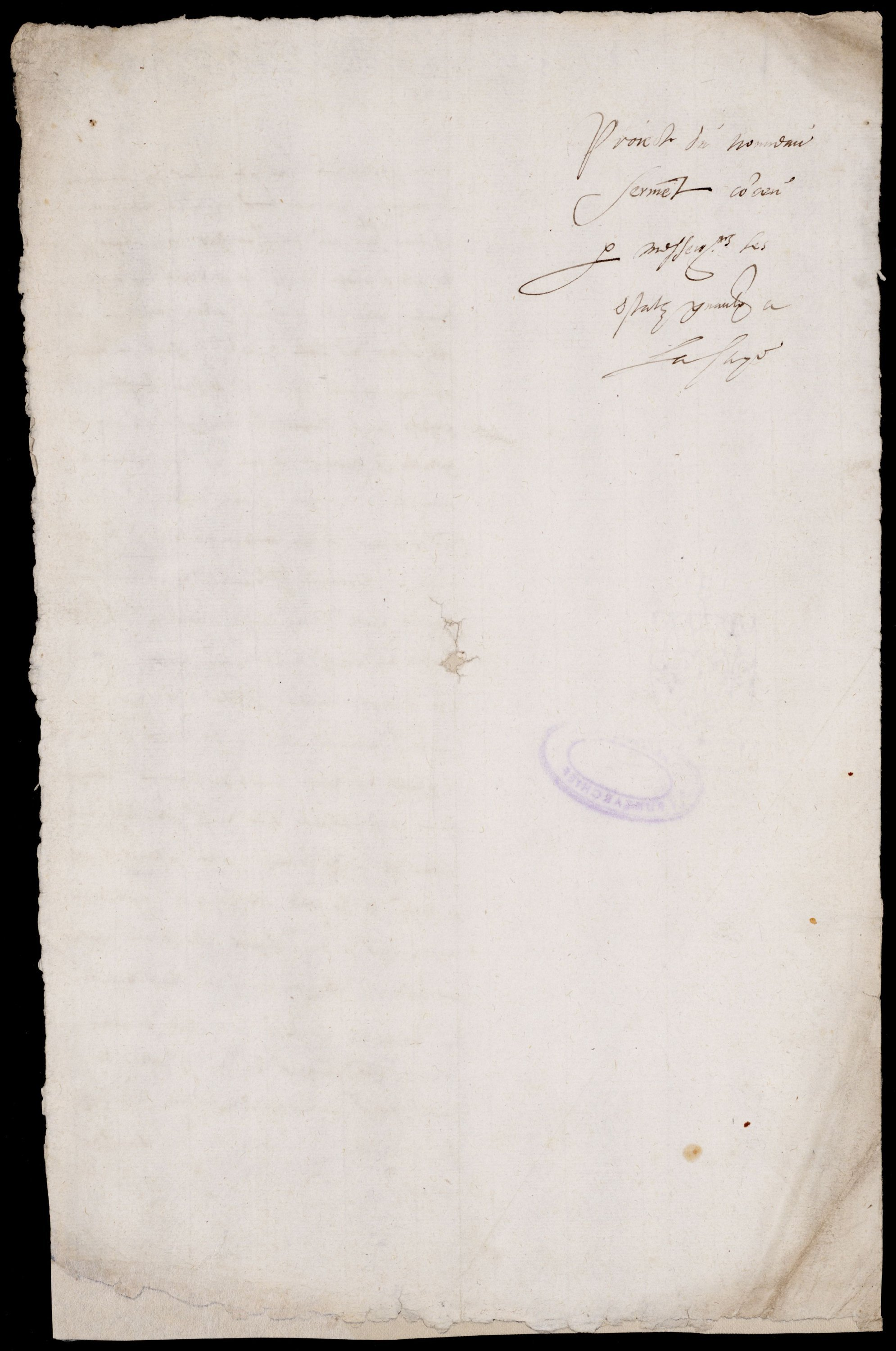
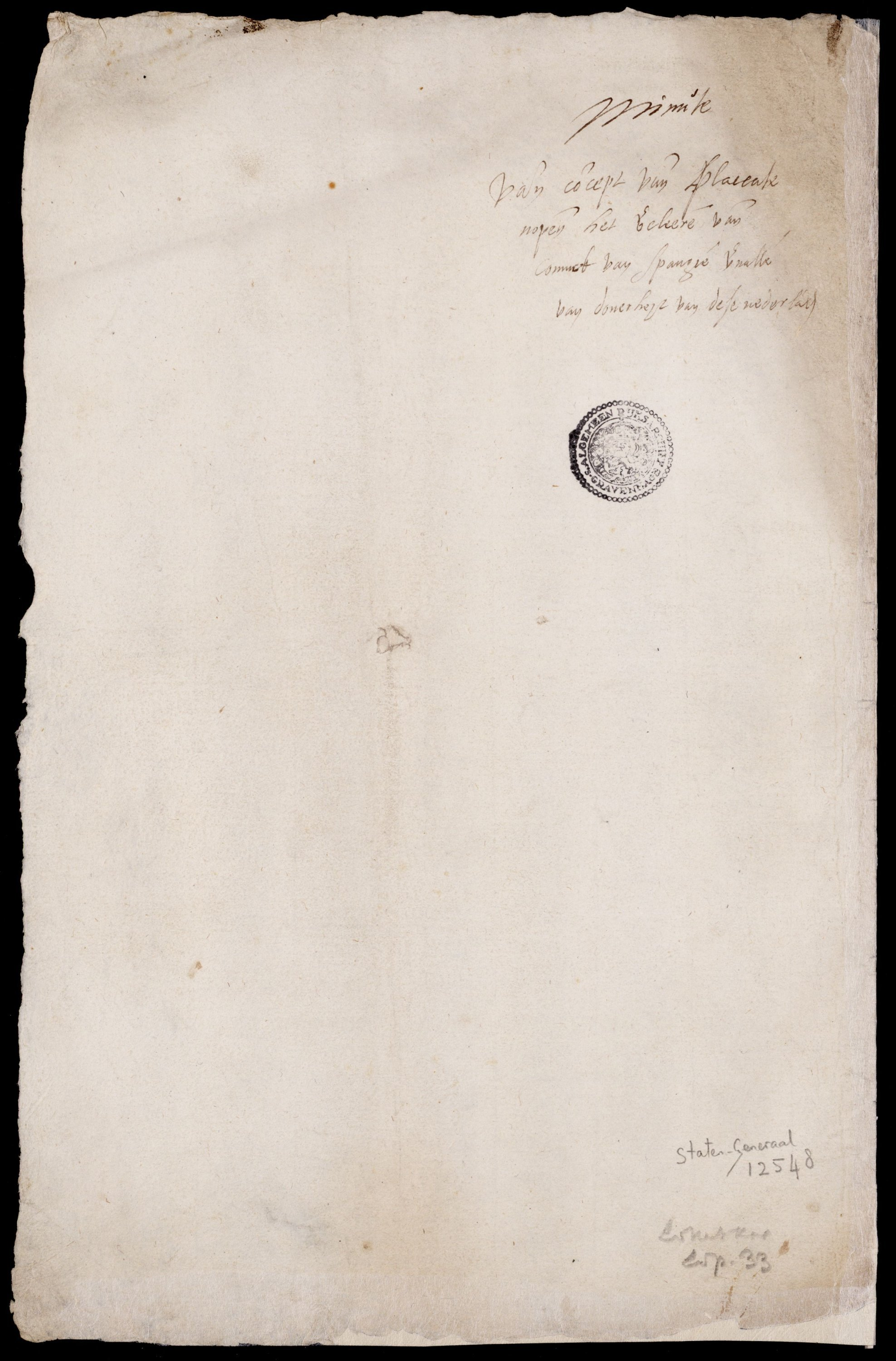